# Carousel (Diaprojektor)

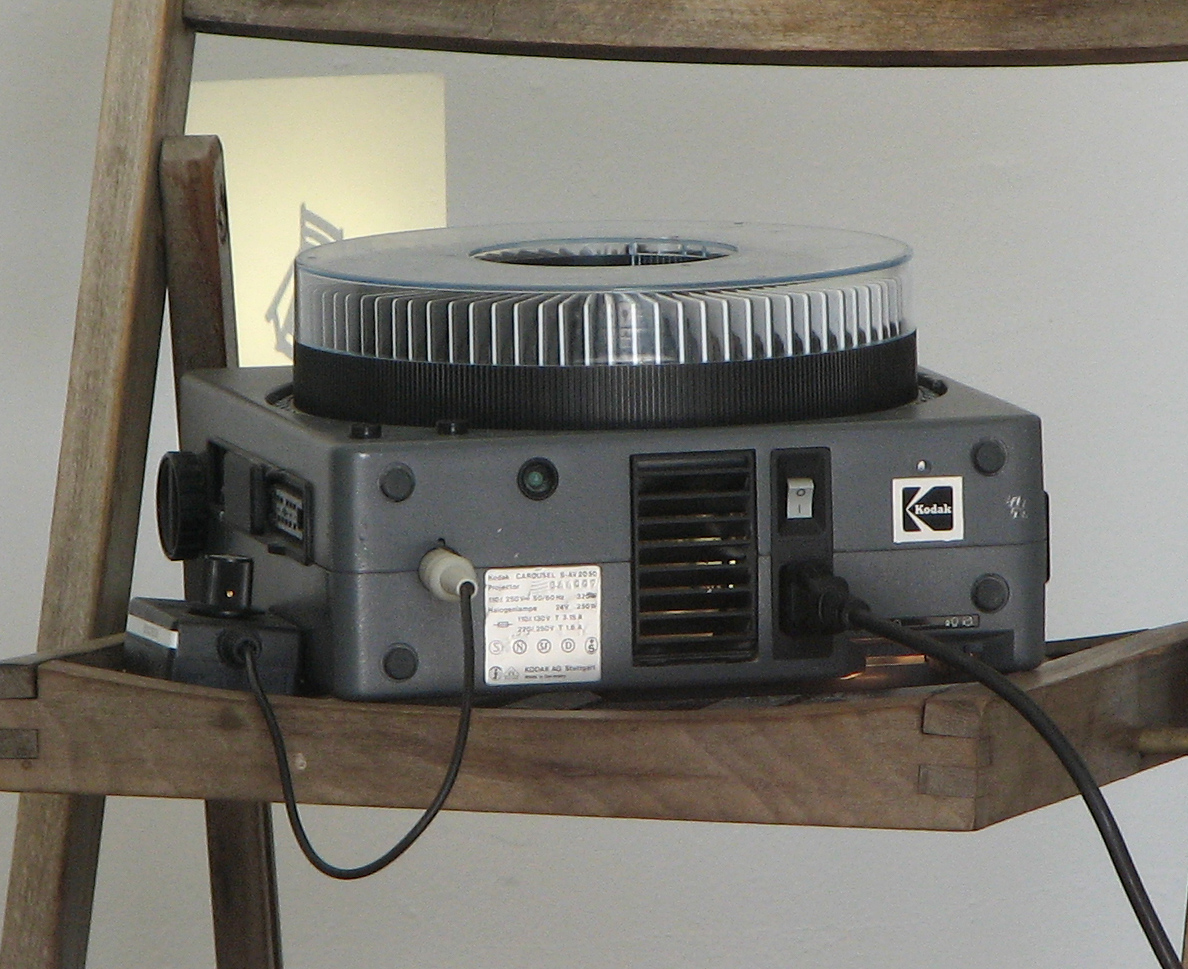
Carousel

Mit Carousel werden Diaprojektoren bezeichnet, die mit einem Rundmagazin arbeiten. Die bekanntesten Projektoren nach diesem Funktionsprinzip stammen von Kodak. Durch die ehemals weite Verbreitung dieser Geräte  etablierte sich der Begriff Carousel als generischer Markenname für Projektoren mit Rundmagazin.
Kodak-Projektoren arbeiten mit Magazinen für 80 oder 140 Kleinbild-Dias und wurden seit 1961 in Stuttgart gebaut; das Design wurde 1963 von Hans Gugelot überarbeitet. Die Produktion wurde 2004 mit der letzten Diaprojektorserie Ektapro eingestellt. Die Geräte wurden mit verschiedenen Ausstattungsmerkmalen und Lampenleistungen gebaut; sie gelten als extrem robust und waren bis zum Aufkommen hochauflösender Flachbildschirme weit verbreitete Standardgeräte.

## Arbeitsweise
Das runde, ringförmige Magazin mit den Dias wird auf den Projektor aufgesetzt und durch einen Motor schrittweise gedreht. Das aktuell zu projizierende Dia rutscht nur durch Schwerkraft nach unten in einen Schacht zwischen Projektionslampe und Objektiv. Zum nächsten Wechsel wird es mechanisch angehoben und das Magazin weiterbewegt, um das nächste Dia hinunterzulassen.
Der Diawechsel (einen Schritt vorwärts oder rückwärts) kann mit Druckknöpfen am Projektor selbst oder mit einer Kabelfernbedienung von Hand gesteuert werden.
Eine einstellbare Timer-Funktion kann im Projektor integriert sein oder wird als etwa 4 × 4 × 4 cm kleines, würfelförmiges Zusatzteil mit mehreren Kontaktstiften an der Hinterseite des Projektors in einen Stecksockel gesteckt. In beiden Fällen kann die Bildfolgefrequenz durch einen kleinen Drehknopf eingestellt werden.
Über Signalimpulse auf einer Tonbandspur und ein Steuergerät lässt sich der Diawechsel so programmieren, dass die Tonwiedergabe von Band (oder Kassette) die dadurch gesteuerte Diaprojektion eine synchronisierte Multimedia-Präsentation aus Bild und Ton ergibt. Im Vergleich zum Video(band-)Recorder ließ sich eine erheblich detailreichere und störungsfreiere Bildqualität bei sehr dauerhafter Funktion erreichen.
Seit etwa 1990 wurden Computersteuerungen eingeführt, hierfür entwickelte Kodak das P-Com-Protokoll, mit dem bis zu 16 Projektoren im Verbund über eine RS232-Schnittstelle steuerbar sind. Auch eine MIDI-Synchronisiation war möglich.
Carousel-Diashows wurden auf Messeständen, in Schaufenstern, Museen und zur Kunstpräsentation im Dauerlauf betrieben. Bei einer Projektion – platzsparend – via Spiegel und/oder auf die Rückseite einer durchscheinenden Projektionswand sind die Dias entsprechend im Magazin zu orientieren; der Projektor selbst muss jedoch immer etwa waagrecht stehen. Es ist genau der simple Schwerkraftantrieb der Diabewegung nach unten, der das Gerät so quietschfrei und zuverlässig macht. Nur verbogene oder aufklaffende Diarahmen müssen gerichtet werden, um gut frei zu "fallen". Nach Stromausfall läuft das Gerät von selbst wieder weiter.
Andere Firmen, so etwa Rollei, produzierten ebenfalls Rundmagazinprojektoren; bei diesen erfolgte der Diatransport jedoch auf klassische Weise, was zu Einschränkungen bei der Dauerbetriebstauglichkeit führte. Auch für die Paximat-Projektoren wurden Rundmagazine angeboten.

## Magazine
Die Magazine fassen je nach Typ 80 bis zu 3 mm (1/8") dicke Dias der Größe 50x50 mm (2x2") oder aber 140 dünne (maximal 1,5 mm (1/16") aus Karton (von Kodak) oder Plastik). Zum Abnehmen des Magazins vom Projektor wird dieses auf die Position (Fachnummer:) "0" gedreht. Genau dann liegt das einzige Blindfach über dem Schlitz im verschieblichen Blechboden des Ringmagazins, der dann alle bis 80 oder 140 Dias gegen Herausfallen sichert.
Oben verschließt eine ebenfalls ringförmige Staubkappe (oder ein Haltering) das Magazin. Im Karton kann das Magazin staubgeschützt gestapelt, in einer Box auch hochkant in ein Bücherregal gestellt werden.

## Vor- und Nachteile
Vorteil dieses Prinzips ist die einfache und robuste mechanische Ausführung sowie die Möglichkeit einer Endlosprojektion ohne Pause für den bei Langmagazinen erforderlichen Rücktransport. Die Dias sind im Magazin beim Transport gegen Herausfallen gesichert. Des Weiteren bewirkt der Fallschacht, dass das Dia immer präzise positioniert wird. Nachteilig sind die vergleichsweise hohen Kosten für die aufwendigen Magazine und der recht große Platzbedarf bei der Lagerung.

## Trivia
In der Fernsehserie Mad Men (Folge 13, Staffel 1 - Das Karussell) entwickelt die Hauptfigur Don Draper den Namen Karussell mit einer passenden Werbekampagne für den Hersteller Kodak.

## Einsatzbeispiele
- Die auf der Expo 67 präsentierte multimediale Installation Diapolyekran von Josef Svoboda verwendete Carousel-Projektoren.
- Bei der Rockoper Tommy kamen 80 Projektoren zum Einsatz.[2]
- Die Musical-Produktion von Mike Batt The Hunting of the Snark verwendete 152 paarweise angeordnete Projektoren, die im Verlauf des Stücks 12.000 Dias projizierten.[4]